# Паскаль Цубербюлер
Паскаль Цубербюлер (нім. Pascal Zuberbühler, нар. 8 січня 1971, Фрауенфельд) — швейцарський футболіст, воротар.

## Клубна кар'єра
Народився 8 січня 1971 року в місті Фрауенфельд. Вихованець футбольної школи клубу «Фрауенфельд».
У дорослому футболі дебютував у 1992 році виступами за команду клубу «Грассгоппер», в якій провів сім сезонів, взявши участь у 187 матчах чемпіонату. Більшість часу, проведеного у складі «Грассгоппера», був голкіпером основного складу команди. За цей час тричі виборював титул чемпіона Швейцарії.
Згодом з 1999 до 2001 року грав у складі команд клубів «Базель», «Аарау» та «Баєр 04».
Своєю грою за останню команду знову привернув увагу представників тренерського штабу клубу «Базель», до складу якого повернувся у 2001 році. Цього разу відіграв за команду з Базеля наступні п'ять сезонів своєї ігрової кар'єри. Граючи у складі «Базеля» також здебільшого виходив на поле в основному складі команди. За цей час додав до переліку своїх трофеїв ще три титули чемпіона Швейцарії.
Протягом 2006—2008 років захищав кольори клубів «Вест-Бромвіч Альбіон» та «Ксамакс»».
Завершив професійну ігрову кар'єру у клубі «Фулгем», за команду якого виступав протягом 2008—2011 років.

## Виступи за збірну
У 1994 році дебютував в офіційних матчах у складі національної збірної Швейцарії. Протягом кар'єри у національній команді, яка тривала 15 років, провів у формі головної команди країни 51 матч.
У складі збірної був учасником чемпіонату Європи 2004 року у Португалії, чемпіонату світу 2006 року у Німеччині, чемпіонату Європи 2008 року в Австрії та Швейцарії.

## Титули і досягнення
- Чемпіон Швейцарії (6):

«Грассгоппер»: 1994–95, 1995–96, 1997–98
«Базель»: 2001–02, 2003–04, 2004–05
- Володар Кубка Швейцарії (3):

«Грассгоппер»: 1993–94
«Базель»: 2001–02, 2002–03